# Cyrtodactylus takouensis
Espèce
Cyrtodactylus takouensis est une espèce de geckos de la famille des Gekkonidae.

## Répartition
Cette espèce est endémique de la province de Bình Thuận au Viêt Nam.

## Étymologie
Son nom d'espèce, composé de takou et du suffixe latin -ensis, « qui vit dans, qui habite », lui a été donné en référence au lieu de sa découverte : la réserve naturelle de Ta Kou.

## Publication originale
- Ngo & Bauer, 2008 : Descriptions of two new species of Cyrtodactylus Gray 1827 (Squamata: Gekkonidae) endemic to southern Vietnam. Zootaxa, n. 1715, p. 27-42.